# アンソニー・デビッドソン
アンソニー・デニス・デビッドソン（Anthony Denis Davidson, 1979年4月18日 - ）は、イギリスのレーシングドライバー。愛称はアント、AD（エーディ）。

## F1以前の経歴
1987年にカートレースを始め、イギリス選手権、ヨーロッパ選手権、北米選手権などに参戦。1999年に四輪レースにステップアップし、フォーミュラ・フォードに進出。2年目にはイギリス選手権で年間ランキング2位を獲得し、マクラーレン/オートスポーツ・ヤングドライバーズイヤーを受賞。
2001年にはF3チームカーリン・モータースポーツと契約しイギリスF3選手権に参戦。2000年度イギリスF3においてシリーズ3位ながらも英オートスポーツ誌で2000年度最速ドライバーとして評価されるなどして2001年イギリスF3で最有力候補とされていた佐藤琢磨のチームメイトに自ら志願。カーリン・モータースポーツと契約したのは佐藤琢磨がいたからだと後に語っている。そして参戦初年度ながら、チームメイトの佐藤琢磨に次ぐランキング2位を獲得。車体に慣れるに従いシーズン後半は調子を上げ、6月以降は佐藤を上回る成績を残した。

## F1

### 2002年
シーズン中にはF1のB・A・RからF1のテストに参加し、同年末には同チームとテストドライバー契約を交わして正式に加入した。
同チームでテストドライバーを務める一方、この年第13戦ハンガリーGPと第14戦ベルギーGPで、アレックス・ユーンの代役としてミナルディからF1デビューも果たした。このチームの枠を越えた珍しい代役起用のいきさつは、ミナルディが当初ジャスティン・ウィルソンの起用を検討していたが、高身長のウィルソンではシートが合わなかったため、デビッドソンに白羽の矢が立ったというものである。予選では2戦ともチームメイトのマーク・ウェバーに対してコンマ6秒以内につける健闘を見せたが、2戦ともスピンによるリタイアに終わっている。

### 2003年
B・A・Rにテストドライバーとして残留した。

### 2004年
B・A・Rのテストドライバー仲間の一人だった佐藤琢磨が2004年のレギュラードライバーに昇格したため、デビッドソンも繰り上がりでサードドライバーへと昇格、金曜のフリー走行に参加してしばしばタイムシート上位に食い込み注目を集めた。B.A.Rはこの年コンストラクターズランキング2位へと躍進したが、デビッドソンの開発能力の高さを指摘する声が多く、評価を高めた。
11月には翌年のレギュラードライバーを探していたウィリアムズ（マクラーレンとルノーからもあった）がデビッドソン獲得に向けた交渉を望んだが、これはデビッドソンとの長期契約を結んでいたB.A.Rによって拒絶されたため実現しなかった。（結果としてウィリアムズはBMWの推したニック・ハイドフェルドを起用）

### 2005年
テストドライバーとしてB.A.Rに留まったが、B・A・Rは前年度ランキング2位を獲得したため金曜日に第3ドライバーを走らせる権利がなく、チームの躍進の裏で皮肉にもデビッドソンは表舞台での活躍機会を奪われることになった。第2戦マレーシアGPでは、病気で欠場した佐藤琢磨に代わり、3年ぶりにレースに参加することができたが、レース序盤にエンジントラブルでリタイアを喫し、大きなチャンスを逸してしまった。来季レギュラードライバーとなるため9月13日にシルバーストン・サーキットで行われたジョーダン（2006年のミッドランド）のテストに参加したり、他にもホンダの支援を受けて新規参戦するスーパーアグリのシート獲得が噂されたが、結局はB・A・R株を買収しワークスチームとして新生したホンダF1チームに変わらずテストドライバーとして残留することになった。

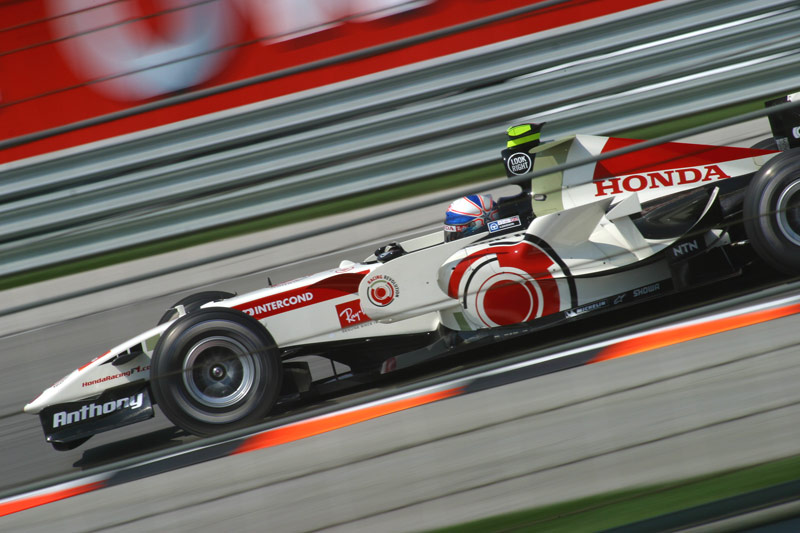
2006年アメリカGP。ホンダF1の第3ドライバーとして金曜日フリー走行で走るデビッドソン

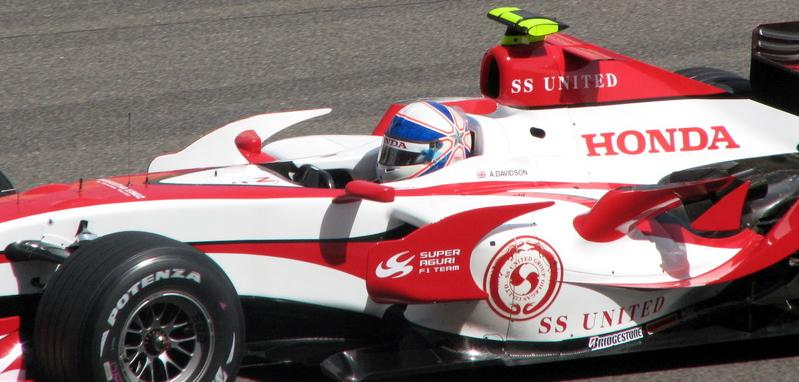
2007年バーレーンGP

### 2006年
ホンダでテストドライバーを務める一方、この年はBBCラジオ（Radio 5）やイギリスITVのF1中継でしばしばゲストコメンテーターを務めた。

### 2007年
スーパーアグリF1チームと契約を結び、ホンダから移籍。自身のF1キャリアで初めてレギュラードライバーの座を得た。チームメイトは佐藤琢磨。
第3戦バーレーンGP予選ではチームメイトの佐藤を上回りQ2進出を果たし、その後も予選では多くのレースでチームメイトを上回り、カナダGPでは一時3位を走行するなど速さを見せたが、決勝でポイントを獲得するには至らなかった。
チームメイトを追い越すほどの速さと実力は窺わせるが、数字に残る結果を残せなかったこともあり、全ドライバーの中での評価は比較的地味なものに留まった。

### 2008年
2008年も引き続きスーパーアグリでレースに出場していたが、昨年よりも戦闘力の劣るSA08Aに苦しみ、予選ではQ1で脱落することがほとんどであった。マレーシアGP、バーレーンGPと連続で佐藤を上回る順位で完走するも、5月6日にスーパーアグリがF1から撤退することを発表。レースに出場することはできなくなった。その後、所属チームなど未定まま、6月12日に行われたバルセロナ合同テストでホンダF1から復帰している。

### 2009年
かつての所属チームだったホンダF1を買収したブラウンGPのリザーブ兼テストドライバーに就任することが発表された。

## WEC
解説者を務める傍ら、耐久レースを中心に参戦中。2012年のル・マン24時間レースにはTOYOTA GAZOO Racingからステファン・サラザン、セバスチャン・ブエミと共に出場。その後FIA 世界耐久選手権（WEC）におけるトヨタLMP1のレギュラーとして活動し、2014にブエミとともにドライバーズチャンピオンに輝いた。
2016年からはブエミに加えて中嶋一貴とシートをシェアすることになった。
2018年はフェルナンド・アロンソが加入したため、レギュラーシートを失った。そのため2021年現在までリザーブ&開発ドライバーとしてトヨタに籍を置きつつ、LMP2クラスにも参戦している。同年11月6日にバーレーン・インターナショナル・サーキットで行われるWEC最終戦「バーレーン8時間レース」を最後にレーシングドライバーとしての現役引退を表明。

## 備考
- サイドに星をあしらったデビッドソンのヘルメットデザインは80年代にF1で活躍したエディー・チーバーのデザインをモチーフとしている。
- 愛称の「アント（蟻）」の由来は小柄な自身の身長(163cm)から。
- 2006年8月11日、ガールフレンドのキャリーと結婚した。
- 2007年シーズン、フジテレビF1中継で与えられたニックネームは「琢磨の助っ人！ 最強ライバル！」。
- 同番組にて実況の竹下陽平アナウンサーに「デビッド・アンダーソン」と呼び間違えられたことがある（2007年オーストラリアグランプリにて）。
- 2007年5月頃、雑誌『F1速報』に連載中の4コマ漫画『グランプリ天国』に登場する、デビッドソン自身をモデルにしたキャラクターを見て、「僕はこんなに暗い顔じゃないよ」とやや苦笑混じりにコメントしている。
- 2007年カナダGPではウッドチャックを轢いてしまい緊急ピットインするが、この時スタッフが出てくるのが遅れるというハプニングにも巻き込まれてしまった。
- コードマスターズが2010年販売の『F1 2010』、2011年販売の『F1 2011』の監修を務めている。

## レース戦績

### フォーミュラ

#### イギリス・フォーミュラ3選手権
| 年     | チーム                     | エンジン | クラス | 1       | 2        | 3       | 4        | 5       | 6         | 7       | 8       | 9     | 10       | 11      | 12    | 13    | 14      | 15      | 16       | 17        | 18      | 19      | 20    | 21    | 22      | 23    | 24      | 25      | 26    | 順位 | ポイント |
| ------ | -------------------------- | -------- | ------ | ------- | -------- | ------- | -------- | ------- | --------- | ------- | ------- | ----- | -------- | ------- | ----- | ----- | ------- | ------- | -------- | --------- | ------- | ------- | ----- | ----- | ------- | ----- | ------- | ------- | ----- | ---- | -------- |
| 2001年 | カーリン・モータースポーツ | 無限     | C      | SIL 1 7 | SIL 2 11 | DON 1 8 | DON 2 13 | SNE 1 8 | SNE 2 Ret | OUL 1 3 | OUL 2 3 | CRO 1 | CRO 2 12 | ROC 1 4 | ROC 2 | CAS 1 | CAS 2 1 | BRH 1 5 | BRH 2 19 | DON 1 Ret | DON 2 5 | KNO 1 2 | KNO 2 | THR 1 | THR 2 1 | BRH 1 | BRH 2 3 | SIL 1 2 | SIL 2 | 2位  | 272      |

- 太字はポールポジション、斜字はファステストラップ。(key)

#### F1
(2008年第4戦終了時)
| 年     | 所属チーム     | #  | ランキング | 獲得ポイント | 決勝最高位・回数 | 表彰台回数 | 予選最高位・回数 |
| ------ | -------------- | -- | ---------- | ------------ | ---------------- | ---------- | ---------------- |
| 2002年 | ミナルディ     | 22 | -          | 0            | リタイア・2回    | 0回        | 20位・2回        |
| 2005年 | B.A.R          | 4  | -          | 0            | リタイア・1回    | 0回        | 15位・1回        |
| 2007年 | スーパーアグリ | 23 | 23位       | 0            | 11位・3回        | 0回        | 11位・2回        |
| 2008年 | スーパーアグリ | 19 | 22位       | 0            | 15位・1回        | 0回        | 21位・2回        |

| 年     | チーム         | シャシー | エンジン                    | 1       | 2       | 3      | 4       | 5      | 6      | 7      | 8       | 9       | 10     | 11      | 12     | 13      | 14      | 15      | 16      | 17     | 18     | 19  | 順位 | ポイント |
| ------ | -------------- | -------- | --------------------------- | ------- | ------- | ------ | ------- | ------ | ------ | ------ | ------- | ------- | ------ | ------- | ------ | ------- | ------- | ------- | ------- | ------ | ------ | --- | ---- | -------- |
| 2002年 | ミナルディ     | PS02     | アジアテック・AT02 3.0L V10 | AUS     | MAL     | BRA    | SMR     | ESP    | AUT    | MON    | CAN     | EUR     | GBR    | FRA     | GER    | HUN Ret | BEL Ret | ITA     | USA     | JPN    |        |     | NC   | 0        |
| 2004年 | B・A・R        | 006      | ホンダ・RA004E 3.0L V10     | AUS TD  | MAL TD  | BHR TD | SMR TD  | ESP TD | MON TD | EUR TD | CAN TD  | USA TD  | FRA TD | GBR TD  | GER TD | HUN TD  | BEL TD  | ITA TD  | CHN TD  | JPN TD | BRA TD |     | -    | -        |
| 2005年 | B・A・R        | 007      | ホンダ・RA005E 3.0L V10     | AUS     | MAL Ret | BHR    | BHR     | ESP    | MON    | EUR    | CAN     | USA     | FRA    | GBR     | GER    | HUN     | TUR     | ITA     | BEL     | BRA    | JPN    | CHN | NC   | 0        |
| 2006年 | ホンダ         | RA106    | ホンダ・RA806E 3.0L V10     | BHR TD  | MAL TD  | AUS TD | SMR TD  | EUR TD | ESP TD | MON TD | GBR TD  | CAN TD  | USA TD | FRA TD  | GER TD | HUN TD  | TUR TD  | ITA TD  | CHN TD  | JPN TD | BRA TD |     | -    | -        |
| 2007年 | スーパーアグリ | SA07     | ホンダ・RA807E 3.0L V10     | AUS 16  | MAL 16  | BHR 16 | ESP 11  | MON 18 | CAN 11 | USA 11 | FRA Ret | GBR Ret | EUR 12 | HUN Ret | TUR 14 | ITA 14  | BEL 16  | JPN Ret | CHN Ret | BRA 14 |        |     | 23位 | 0        |
| 2008年 | スーパーアグリ | SA08     | ホンダ・RA808E 3.0L V10     | AUS Ret | MAL 15  | BHR 16 | ESP Ret | TUR    | MON    | CAN    | FRA     | GBR     | GER    | HUN     | EUR    | BEL     | ITA     | SIN     | CHN     | JPN    | BRA    |     | 22位 | 0        |

(key)

### スポーツカー

#### ル・マン・シリーズ
| 年     | チーム                     | 使用車両              | クラス | 1   | 2     | 3     | 4   | 5     | 順位 | ポイント |
| ------ | -------------------------- | --------------------- | ------ | --- | ----- | ----- | --- | ----- | ---- | -------- |
| 2010年 | プジョー・スポール・トタル | プジョー・908 HDi FAP | LMP1   | CAS | SPA 4 | ALG   | HUN | SIL 1 | 18位 | 27       |
| 2011年 | プジョー・スポール・トタル | プジョー・908         | LMP1   | CAS | SPA 1 | IMO 1 | SIL | EST   | NC   | 0        |

- 太字はポールポジション、斜字はファステストラップ。(key)

#### インターコンチネンタル・ル・マン・カップ
| 年     | チーム                     | 使用車両              | クラス | 1     | 2     | 3     | 4     | 5   | 6       | 7     |
| ------ | -------------------------- | --------------------- | ------ | ----- | ----- | ----- | ----- | --- | ------- | ----- |
| 2010年 | プジョー・スポール・トタル | プジョー・908 HDi FAP | LMP1   | SIL 1 | PET 2 | ZHU   |       |     |         |       |
| 2011年 | プジョー・スポール・トタル | プジョー・908         | LMP1   | SEB 8 | SPA 1 | LMN 4 | IMO 1 | SIL | PET Ret | ZHU 1 |

- 太字はポールポジション、斜字はファステストラップ。(key)

#### FIA 世界耐久選手権
| 年        | チーム                     | 使用車両             | クラス | 1      | 2       | 3       | 4       | 5     | 6      | 7       | 8       | 9     | 順位 | ポイント |
| --------- | -------------------------- | -------------------- | ------ | ------ | ------- | ------- | ------- | ----- | ------ | ------- | ------- | ----- | ---- | -------- |
| 2012年    | トヨタ・レーシング         | トヨタ・TS030 HYBRID | LMP1   | SEB    | SPA     | LMN Ret | SIL     | SAO   | BHR    | FSW     | SHA     |       | NC   | 0        |
| 2013年    | トヨタ・レーシング         | トヨタ・TS030 HYBRID | LMP1   | SIL 3  | SPA 4   | LMN 2   | SAO Ret | COA 2 | FSW 27 | SHA Ret | BHR 1   |       | 3位  | 106.25   |
| 2014年    | トヨタ・レーシング         | トヨタ・TS040 HYBRID | LMP1-H | SIL 1  | SPA 1   | LMN 3   | COA 3   | FSW 1 | SHA 1  | BHR 10  | SÃO 2   |       | 1位  | 166      |
| 2015年    | トヨタ・レーシング         | トヨタ・TS040 HYBRID | LMP1   | SIL 3  | SPA 8   | LMN 8   | NÜR 5   | COA 4 | FSW 5  | SHA 6   | BHR 4   |       | 5位  | 79       |
| 2016年    | トヨタ・ガズー・レーシング | トヨタ・TS050 HYBRID | LMP1   | SIL 16 | SPA 27  | LMN NC  | NÜR 5   | MEX   | COA 5  | FSW 4   | SHA 3   | BHR 4 | 8位  | 60       |
| 2017年    | トヨタ・ガズー・レーシング | トヨタ・TS050 HYBRID | LMP1   | SIL 1  | SPA 1   | LMN 6   | NÜR 4   | MEX 3 | COA    | FSW 1   | SHA 1   | BHR 1 | 3位  | 168      |
| 2018-19年 | ドラゴンスピード           | オレカ・07           | LMP2   | SPA    | LMN     | SIL 4   | FSW 6   | SHA 2 | SEB 3  | SPA 1   | LMN Ret |       | 5位  | 83       |
| 2019-20年 | Jotaスポーツ               | オレカ・07           | LMP2   | SIL    | FSW DSQ | SHA 1   | BHR 2   | COA 3 | SPA 4  | LMN 2   | BHR 2   |       | 4位  | 142      |
| 2021年    | Jotaスポーツ               | オレカ・07           | LMP2   | SPA 2  | POR 1   | MNZ Ret | LMN 4   | BHR 3 | BHR 2  |         |         |       | 3位  | 123      |

- 太字はポールポジション、斜字はファステストラップ。(key)

#### ル・マン24時間レース
| ル・マン24時間レース 結果 | ル・マン24時間レース 結果              | ル・マン24時間レース 結果                                 | ル・マン24時間レース 結果         | ル・マン24時間レース 結果 | ル・マン24時間レース 結果 | ル・マン24時間レース 結果 | ル・マン24時間レース 結果 |
| 年                        | チーム                                 | コ・ドライバー                                            | 使用車両                          | クラス                    | 周回                      | 順位                      | クラス 順位               |
| ------------------------- | -------------------------------------- | --------------------------------------------------------- | --------------------------------- | ------------------------- | ------------------------- | ------------------------- | ------------------------- |
| 2003年                    | ヴェロックス・プロドライブ・レーシング | ケルビン・バート ダレン・ターナー                         | フェラーリ・550-GTS マラネロ      | GTS                       | 176                       | DNF                       | DNF                       |
| 2009年                    | アストンマーティン・レーシング         | ダレン・ターナー ヨス・フェルスタッペン                   | ローラ-アストンマーティン・B09/60 | LMP1                      | 342                       | 12位                      | 11位                      |
| 2010年                    | プジョー・スポール・トタル             | アレクサンダー・ヴルツ マルク・ジェネ                     | プジョー・908 HDi FAP             | LMP1                      | 360                       | DNF                       | DNF                       |
| 2011年                    | プジョー・スポール・トタル             | アレクサンダー・ヴルツ マルク・ジェネ                     | プジョー・908                     | LMP1                      | 351                       | 4位                       | 4位                       |
| 2012年                    | トヨタ・レーシング                     | セバスチャン・ブエミ ステファン・サラザン                 | トヨタ・TS030 HYBRID              | LMP1                      | 82                        | DNF                       | DNF                       |
| 2013年                    | トヨタ・レーシング                     | セバスチャン・ブエミ ステファン・サラザン                 | トヨタ・TS030 HYBRID              | LMP1                      | 347                       | 2位                       | 2位                       |
| 2014年                    | トヨタ・レーシング                     | セバスチャン・ブエミ ニコラ・ラピエール                   | トヨタ・TS040 HYBRID              | LMP1-H                    | 374                       | 3位                       | 3位                       |
| 2015年                    | トヨタ・レーシング                     | セバスチャン・ブエミ 中嶋一貴                             | トヨタ・TS040 HYBRID              | LMP1                      | 386                       | 8位                       | 8位                       |
| 2016年                    | トヨタ・ガズー・レーシング             | セバスチャン・ブエミ 中嶋一貴                             | トヨタ・TS050 HYBRID              | LMP1                      | 384                       | NC                        | NC                        |
| 2017年                    | トヨタ・ガズー・レーシング             | セバスチャン・ブエミ 中嶋一貴                             | トヨタ・TS050 HYBRID              | LMP1                      | 358                       | 8位                       | 2位                       |
| 2019年                    | ドラゴンスピード                       | ロベルト・ゴンザレス パストール・マルドナド               | オレカ・07-ギブソン               | LMP2                      | 245                       | DNF                       | DNF                       |
| 2020年                    | Jota                                   | ロベルト・ゴンザレス アントニオ・フェリックス・ダ・コスタ | オレカ・07-ギブソン               | LMP2                      | 370                       | 6位                       | 2位                       |
| 2021年                    | Jota                                   | ロベルト・ゴンザレス アントニオ・フェリックス・ダ・コスタ | オレカ・07-ギブソン               | LMP2                      | 358                       | 13位                      | 8位                       |

#### セブリング12時間レース
| セブリング12時間レース 結果 | セブリング12時間レース 結果            | セブリング12時間レース 結果           | セブリング12時間レース 結果  | セブリング12時間レース 結果 | セブリング12時間レース 結果 | セブリング12時間レース 結果 | セブリング12時間レース 結果 |
| 年                          | チーム                                 | コ・ドライバー                        | 使用車両                     | クラス                      | 周回                        | 順位                        | クラス 順位                 |
| --------------------------- | -------------------------------------- | ------------------------------------- | ---------------------------- | --------------------------- | --------------------------- | --------------------------- | --------------------------- |
| 2003年                      | ヴィロックス・プロドライブ・レーシング | ケルヴィン・バート ダレン・ターナー   | フェラーリ・550-GTS マラネロ | GTS                         | 316                         | 13位                        | 2位                         |
| 2010年                      | プジョー・スポール・トタル             | アレクサンダー・ヴルツ マルク・ジェネ | プジョー・908 HDi FAP        | LMP1                        | 367                         | 1位                         | 1位                         |
| 2011年                      | プジョー・スポール・トタル             | アレクサンダー・ヴルツ マルク・ジェネ | プジョー・908                | LMP1                        | 315                         | 8位                         | 8位                         |